# Otar Bestaev
Otar Omarovich Bestaev (Vladikavkaz, URSS, 28 de octubre de 1991) es un deportista kirguís que compite en judo. Ganó una medalla de bronce en el Campeonato Asiático de Judo de 2015, en la categoría de –60 kg.

## Palmarés internacional
| Campeonato Asiático | Campeonato Asiático | Campeonato Asiático | Campeonato Asiático |
| Año                 | Lugar               | Medalla             | Categoría           |
| ------------------- | ------------------- | ------------------- | ------------------- |
| 2015                | Kuwait (Kuwait)     | Medalla de bronce   | –60 kg              |